# Seuradeuk
Seuradeuk is een bestuurslaag in het regentschap Aceh Barat van de provincie Atjeh, Indonesië. Seuradeuk telt 235 inwoners (volkstelling 2010).